# Rainbow Bridge (Tokyo)
Pour les articles homonymes, voir Rainbow Bridge.
Le Rainbow Bridge (レインボーブリッジ, reinbō burijji), Pont Arc-en-ciel, est un pont suspendu au-dessus de la baie de Tokyo reliant les quais de Shibaura et l'île artificielle d'Odaiba à Minato (Tokyo). Il a été achevé en 1993.

## Utilisation
Le pont s'étend sur 570 m, et porte trois lignes de transports : l'autoroute Shuto Expressway n° 11 d'Odaiba sur la plate-forme supérieure, la route 357, également connue sous le nom de Rinkou Douro et la ligne du métro automatique Yurikamome sur la plate-forme inférieure.
Le pont possède deux passages de piétons séparés des côtés nord et sud; le côté nord offre des vues du port de Tokyo et de la tour de Tokyo, alors que le côté sud offre des vues de la baie de Tokyo et occasionnellement du mont Fuji. Les deux passages peuvent seulement être utilisés pendant certaines heures (de 9 h à 21 h en été ; de 10 h à 18 h en hiver). Les bicyclettes et les motos (en dessous de 50 cm3) ne sont pas autorisées sur les plates-formes et les passages de piétons.
Le pont est accessible à pied de la gare de Tamachi (JR East) ou de la station Shibaura-futō (Yurikamome) du côté du continent.

## Architecture
Les tours soutenant le pont sont de couleur blanche, conçues pour être en harmonie avec l'horizon du centre de Tokyo vu d'Odaiba. Des lampes sont placées sur les fils soutenant le pont, et sont illuminées la nuit par trois couleurs différentes, rouge, blanc et vert, en utilisant l'énergie solaire emmagasinée pendant la journée.